# تيم إمبيري
تيم إمبيري هو سياسي كندي، ولد في 20 يناير 1947 في ريجاينا في كندا. نشط حزبياً في حزب ساسكاتشوان المحافظ التقدمي. وقد انتخب عضو المجلس التشريعي في ساسكاتشوان ‏.